# Сельское поселение «Булумское»
Се́льское поселе́ние «Булумское» — муниципальное образование в Оловяннинском районе Забайкальского края Российской Федерации.
Административный центр — село Булум.

## История
Статус и границы сельского поселения установлены Законом Читинской области от 19 мая 2004 года «Об установлении границ, наименований вновь образованных муниципальных образований и наделении их статусом сельского, городского поселения в Читинской области»

## Население
| 2010 | 2011 | 2012 | 2013 | 2014 | 2015 | 2016 |
| ---- | ---- | ---- | ---- | ---- | ---- | ---- |
| 745  | ↘729 | ↘714 | ↘680 | ↘650 | ↘612 | ↘590 |
| 2017 | 2018 | 2019 | 2020 | 2021 |      |      |
| ↘574 | ↘564 | ↗567 | ↘551 | ↘529 |      |      |

## Состав сельского поселения
| № | Населённый пункт | Тип населённого пункта       | Население |
| - | ---------------- | ---------------------------- | --------- |
| 1 | Антия            | село                         | ↘243      |
| 2 | Булум            | село, административный центр | ↘320      |